# Akademisk sekreterarexamen
Akademisk sekreterarexamen var en den 1 juli 1963 i Sverige införd akademisk examen.
För att avlägga denna examen krävdes dels att den studerande, genomgått ettårig linje av handelsgymnasium, så kallad fackkurs, och dels ha erhållit minst fyra akademiska betyg i vissa ämnen, företrädesvis moderna språk och samhällsvetenskapliga ämnen. Betygen i moderna språk skulle ha förvärvats genom alternativa studiekurser. För examen krävdes vidare att man fullgjort fyra månaders kvalificerad kontorspraktik. Bakom införandet låg ett förslag från kommittén för nya utbildningsvägar vid de filosofiska fakulteterna.